# Adriana A. Verhoeven
Adriana A. Verhoeven ( 1918-2000 ) fue una botánica, y micóloga neerlandesa.

## Algunas publicaciones

### Libros
- g.h. Boerema, adriana a. Verhoeven, maria e.c. Hamers. 1972. Check-list for scientific names of common parasitic fungi. Ed. Netherlands Society of Plant Pathology. 40 pp.

- ----------------, --------------------------. 1976. Check-list for scientific names of common parasitic fungi: series 2a : fungi on field crops : beet and potato: caraway flax and oilseed poppy. Nº 554 de Verslagen en mededelingen. Ed. Plantenziektenkundige. 22 pp.

- La abreviatura «Verh.» se emplea para indicar a Adriana A. Verhoeven como autoridad en la descripción y clasificación científica de los vegetales.[2]